# Xalet de Centella
El Xalet de Centella és una residència situada a l'eixample de la Vila Joiosa (Marina Baixa). Va ser dissenyat per l'arquitecte alacantí Juan Vidal i Ramos en estil racionalista. Ha sigut declarat Bé de Rellevància Local, amb identificador número 03.31.139-039.

## Història
Es va construir entre 1927 i 1930, en l'eixample de la Vila Joiosa pel carrer de Colom, llavors carretera de València, asfaltada per primera vegada uns anys abans, en 1925. En aquell moment el carrer de Colom ja s'havia convertit al centre de la ciutat, lloc predilecte de passeig de la població local, amb edificis singulars de diferents estils com el Cinema Olimpia, el Col·legi Álvaro Esquerdo i edificis d'estil racionalista dels anys 1925-30, amb els quals contrasta el propi Xalet de Centella, d'aire més clàssic.
El seu propietari, Vicente Lloret Pérez (1879-1950), el va encarregar per establir la seua residència habitual una vegada que el seu fill li rellevés de la direcció de les fàbriques de conserva de Canàries. L'empresa Lloret i Llinares (des de 1950 amb la marca “El Ancla) la van crear en 1870 els cunyats Miguel Lloret i Felipe Llinares (pare i oncle de Vicente). En principi es dedicaven a comercialitzar productes agrícoles, després a vendre peix i finalment van començar a conservar en salaó l'anxova i la sardina que es pescaven a l'estiu, quan no hi havia neu. El negoci va prosperar, i l'empresa va instal·lar fàbriques en Tarifa, Ceuta i Canàries, i va crear una flota de grans vaixells, alguns sortits de les drassanes de la Vila Joiosa, com les goletes “Centella” i “Jonense”.
Les espècies exòtiques dels jardins, com el bambú o les dos grans araucàries que flanquegen la façana del carrer Colón, es van portar en els viatges de l'empresa Lloret i Llinares pel món. Això donava al xalet un toc exòtic i cosmopolita molt del gust de la burgesia de finals del segle xix i començaments del segle xx. Conté una gran varietat d'espècies que ho converteixen en un autèntic jardí botànic històric. Els tres quarts de segle transcorreguts han donat a alguns dels exemplars, com els ficus o araucàries, un port monumental.
L'edifici va pertànyer a la família "Centella" (excepte el període de la Guerra Civil, en el qual es va prendre per ser usat com a hospital) fins a l'any 2009. En aquell moment el va adquirir l'Ajuntament de la Vila Joiosa, que l'ha rehabilitat per situar l'oficina de turisme de la ciutat, respectant l'arquitectura original. Aquestes dependències ocupen part de la planta baixa del xalet i per a la resta d'espais, incloent els jardins, es planteja la seua musealització i adaptació per a la visita pública.

## Arquitectura
L'edifici és obra de Juan Vidal Ramos, un dels arquitectes alacantins més reconeguts, autor de destacats edificis alacantins, com el Palau de la Diputació (1926), l'Hospital Provincial de Sant Joan de Déu (avui MARQ), el Mercat Central (1921), l'edifici de la Caixa d'Estalvis (1918), la Casa de Socors (1926) les cases Carbonell (1924) o Lamaignere (1918).
L'arquitectura de Juan Vidal mostra amb freqüència un estil eclèctic, és a dir, una mescla d'estils clàssics i moderns típica de l'època: així, en el Xalet de Centella veiem en la façana aquest un frontó que recorda els temples grecs; sobre ell podem veure pinacles amb boles neobarroques i en la rica decoració interior trobem tocs modernistes (per exemple, en la rajoleria valenciana de la primera planta) i fins i tot d'estil colonial.